# Saint-Girons (Ariège)
Saint-Girons je francouzská obec v departementu Ariège v regionu Midi-Pyrénées. V roce 2010 zde žilo 6 500 obyvatel.

## Vývoj počtu obyvatel
Počet obyvatel 